# Nordaførr
Nordaførr är ett musikalbum med Halvdan Sivertsen. Albumet utgavs som LP (vinyl) och kassett 1979 av skivbolaget MAI.

## Låtlista
Sida 1
1. "Nordaførr høstvise" – 3:12
2. "F-16" – 2:55
3. "Utvandrervisa" – 3:31
4. Barneårsvise" – 3:15
5. "Kroppsvisa" – 3:25
6. "A & H valgvise" – 2:22

Sida 2
1. "Kvinneårsvise" – 3:30
2. "Kjærlighetsvisa" – 3:04
3. "Skolevisa" – 2:57
4. "Nordlandsbanen# (Halvdan Sivertsen/Harald Skavold) – 2:20
5. "Julevisa" (Halvdan Sivertsen/Terje Nilsen) – 2:55
6. "Nordaførr vårvise" – 3:55

- Alla låtar skrivna av Halvdan Sivertsen där inget annat anges.

## Medverkande
Musiker
- Halvdan Sivertsen – sång, gitarr
- Anders Rogg – piano
- Geir Otnæs – dragspel
- Arild Andersen – kontrabas
- Tore Bø – baspedaler
- Ruben Izarrualde – flöjt
- Brynjar Hoff – oboe
- Steinar Ofsdal – percussion

Produktion
- Ketil Ege – musikproducent
- Haakon Manheim – ljudtekniker
- Jens Petter Kvande – omslagsdesign